# Храм Светог Пантелејмона у Градини
Храм Светога великомученика Пантелејмона православни је храм који припада Епархији пакрачко-славонској (раније Епархија пакрачка и Епархија славонска) Српске православне цркве.

## Парохија
Парохија Вировитичко-гаћишка. Архијерејско намесништво подравско слатинско, са седиштем у Подравској Слатини. Надлежни архијереј је епископ Јован (Ћулибрк), а сједиште епархије се налази у Пакрацу.

## Историја
Првобитни храм Светог великомученика Пантелејмона саграђен је непосредно пред Други светски рат. До темеља је порушен у Другом светском рату 1942. од стране усташа. Унутар темеља старог храма започет је нови, 1988, који због ратних дејстава 1991-1995. године никада није завршен. Постоје само зидови храма а материјал за градњу у току рата је украден.

## Наставак градње
По благослову Епископа Јована Ћулибрка и трудом и залагањем надлежнога свештеника Јовице Гачића, прилозима Градињана који живе у Сланкамену, Србија и помоћи општине Градина, градња је настављена те 2018. године храм је укровљен и постављена је столарија. Године 2019. изливена је плоча унутар храма.